# 8610 Goldhaber
A 8610 Goldhaber (ideiglenes jelöléssel 1977 UD) a Naprendszer kisbolygóövében található aszteroida. A Harvard Observatoryban fedezték fel 1977. október 22-én.